# Slavistična revija
Slavistična revija – słoweńskie czasopismo naukowe, wychodzące od 1948 roku. Jest wydawane cztery razy w roku przez Słoweńskie Towarzystwo Slawistyczne (Slavistično društvo Slovenije). Na łamach czasopisma porusza się tematy z zakresu literaturoznawstwa słoweńskiego i slawistycznego.
Czasopismo jest dostępne także w wydaniu internetowym.